# A Life Less Ordinary
A Life Less Ordinary är en brittisk-amerikansk långfilm från 1997 i regi av Danny Boyle, med Ewan McGregor, Cameron Diaz, Holly Hunter och Delroy Lindo i rollerna.

## Handling
Robert Lewis (Ewan McGregor) blir dumpad av flickvännen och avskedad. I sitt konstiga mentala tillstånd kidnappar han chefens dotter Celine Naville (Cameron Diaz). Där Robert inte rikigt vet hur saker ska gå till verkar Celine snarare hjälpa till med kidnappningen. Under deras roadtrip genom USA blir de jagade av O'Reilly (Holly Hunter) och Jackson (Delroy Lindo) som anlitats för att hitta dem.

## Rollista
| Ewan McGregor      | – Robert Lewis   |
| Cameron Diaz       | – Celine Naville |
| Holly Hunter       | – O'Reilly       |
| Delroy Lindo       | – Jackson        |
| Ian Holm           | – Naville        |
| Dan Hedaya         | – Gabriel        |
| Stanley Tucci      | – Elliot Zweikel |
| Maury Chaykin      | – Tod Johnson    |
| Tony Shalhoub      | – Al             |
| K.K. Dodds         | – Lily           |
| Ian McNeice        | – Mayhew         |
| Christopher Gorham | – Walt           |
| Timothy Olyphant   | – Hiker          |